# Солтни
Со̀лтни (на английски: Saltney) е град в Северен Уелс, графство Флинтшър. Разположен е около река Дий на около 3 km западно от английския град Честър. Названието му идва от намиращите се тук солени блата около река Дий. В западните му околности е летището на съседните уелски градове Хардън и Бротън. Населението му е 5303 жители, по приблизителна оценка от юни 2017 г.